# Il était un petit navire (canción)
«Il était un petit navire» era una canción francesa tradicional de marinos, que a mediados del siglo XIX se convirtió en una canción de vodevil y, en el siglo XX, en una canción infantil.